# 2024年7月8日導彈襲擊烏克蘭
當地時間2024年7月8日，俄羅斯入侵烏克蘭期間，烏克蘭遭受大規模導彈襲擊。基輔、克里維里赫等多個城市被俄羅斯軍隊發射的超過40枚導彈襲擊，造成至少41人死亡，約170人受傷。在基輔，襲擊破壞住宅和基礎設施，甚至包括該國最大的奧赫馬迪特兒童醫院。國際社會對這些襲擊表示譴責。烏克蘭國家安全局將俄羅斯對奧赫馬特迪特兒童醫院的襲擊定性為戰爭罪，並已展開刑事調查。

## 襲擊

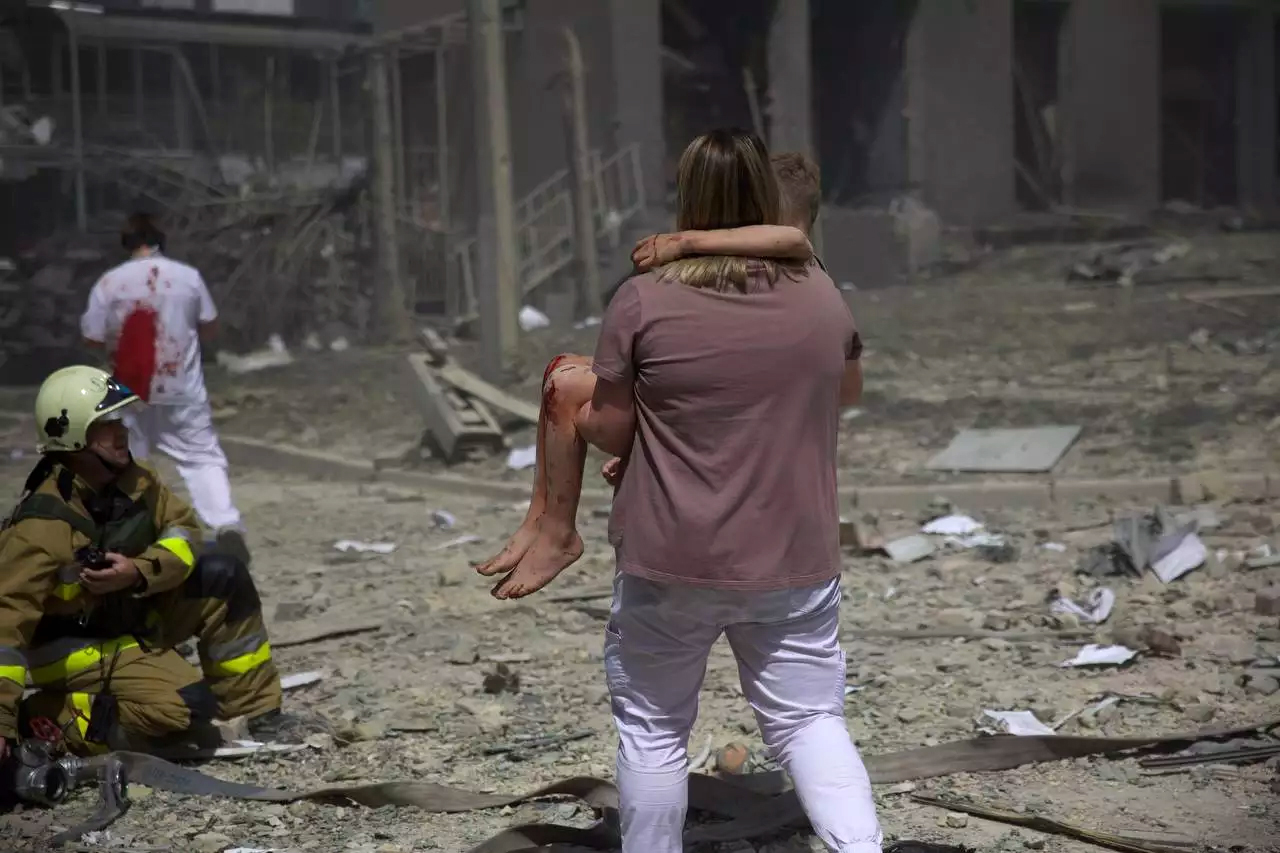
奧赫馬迪特被俄羅斯襲擊後，兒童被疏散至附近

當地時間2024年7月8日上午10點左右，俄軍向烏克蘭發射超過40枚導彈。
分析師社群Molfar發現，這次襲擊是由位於俄羅斯薩拉托夫州恩格斯空軍基地的飛行員所執行。

### 基輔

#### 阿爾特姆軍工廠
6枚俄羅斯導彈擊中阿爾特姆軍工廠。俄羅斯聲稱該工廠生產彈藥，但烏克蘭方面否認這一說法。美聯社報導稱，該工廠生產「各種軍用級導彈的組件」。

#### 奧赫馬迪特兒童醫院
一枚導彈擊中奧赫馬迪特兒童醫院，手術室在進行手術時被摧毀。超過60%的設施被毀，並引發火災。一些人被困在奧赫馬迪特的瓦礫下。癌症兒童患者與他們的父母一起從醫院撤離。
俄羅斯聲稱這些襲擊是報復行動，目標是國防工業設施，並表示破壞是由烏克蘭防空系統造成的。烏克蘭國家安全局表示，他們發現Kh-101導彈的碎片。根據開源情報分析，Kh-101導彈在飛行中完全正常，由噴氣發動機提供動力，直到撞擊前都未受損。

#### 其他襲擊
在基輔，索洛米揚卡區、第聶伯區、達爾尼察區、斯維亞托申區、傑斯納區、舍甫琴科區和霍洛西伊夫區受到襲擊影響。
在索洛米揚卡區，導彈擊中一棟辦公樓以及一棟多層建築樓層。總破壞面積為1500平方米，7人死亡。在霍洛西伊夫區，住宅大廈、車庫和汽車受損。在傑斯納區，該地區遭到導彈襲擊。在達爾尼察區，一棟私人住宅因襲擊受損。由於襲擊，傑斯納區和斯維亞托申區發生火災。在舍甫琴科區，一棟公寓樓被摧毀，入口完全被毀。居民不得不撤離。

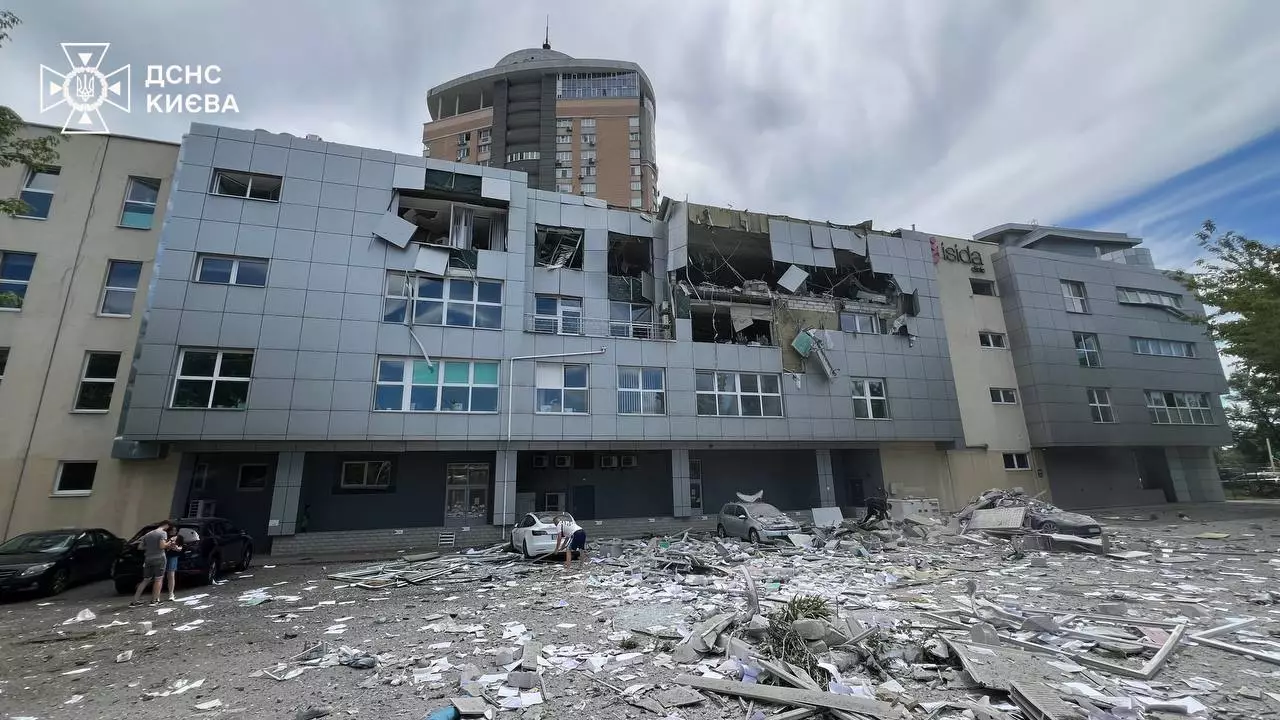
第聶伯區設有兩家醫療中心的建築物被摧毀

根據當地官員的說法，基輔總共有31人死亡，117人受傷。

### 克里維里赫
在克里維里赫，俄羅斯導彈襲擊一座煤炭加工廠的行政大樓，造成11人死亡，47人住院。

### 第聶伯羅
在第聶伯羅，襲擊擊中高層建築，造成一人死亡，12人受傷。

### 波克羅夫斯克
在波克羅夫斯克，3人死亡，3人受傷。

## 反應

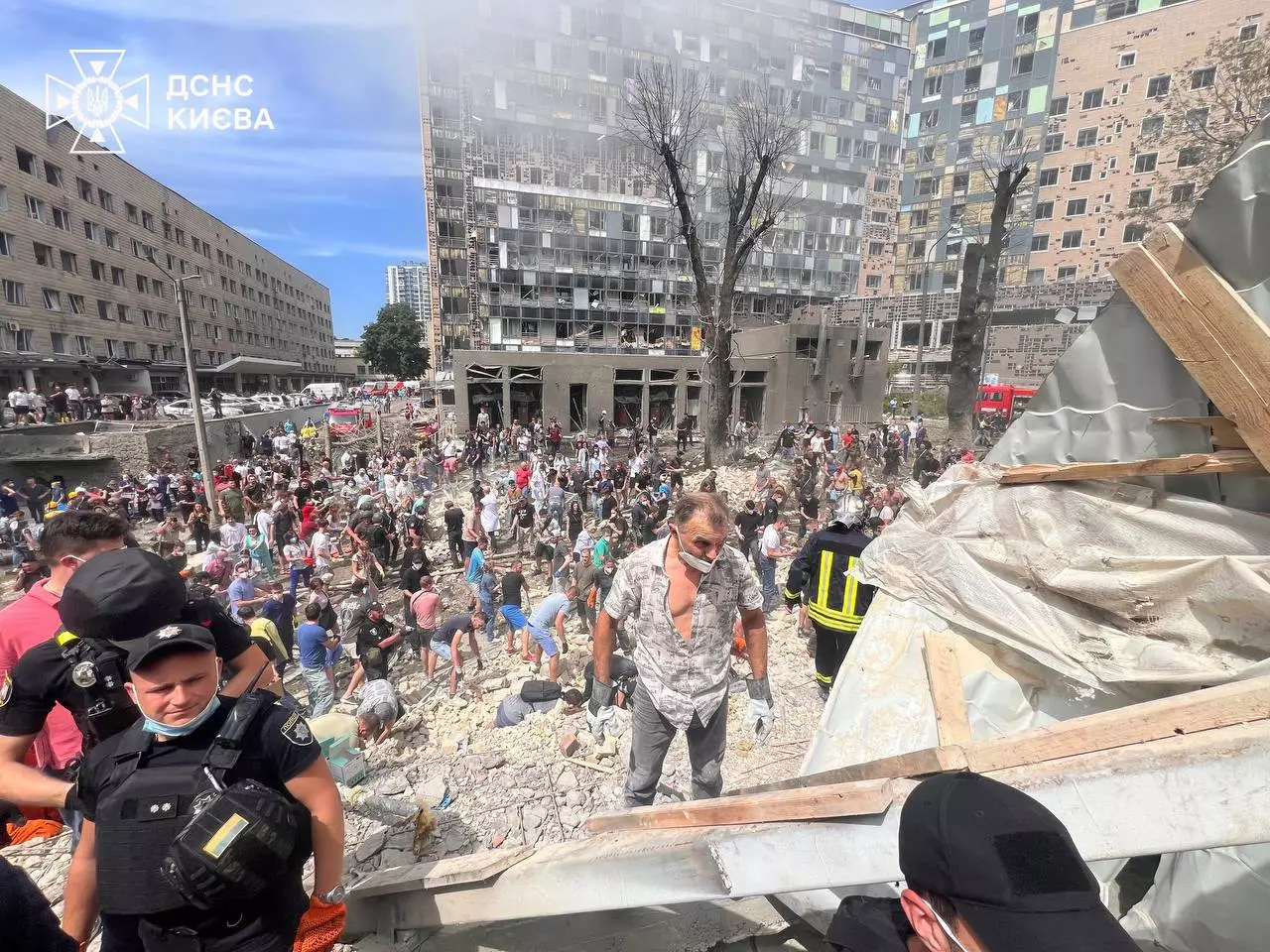
俄羅斯襲擊後奧赫馬迪特周圍的破壞

### 烏克蘭

#### 官方
克里維里赫宣佈7月9日為哀悼日。基輔市長維塔利·克里琴科指責俄羅斯對烏克蘭人進行「種族滅絕」。
烏克蘭總統弗拉基米爾·澤連斯基呼籲北約成員國對俄羅斯襲擊烏克蘭領土和兒童表現出「更堅韌和強力反應」，並呼籲其採取具體行動，提供防空設備。烏克蘭總統顧問米哈伊洛·波多利亞克表示，匈牙利和中華人民共和國呼籲「立即停火」只會通過傳達「錯誤訊息」，進一步推動俄羅斯的侵略，即「侵略者有權殺戮，因為他談論『和平』，而受害者不應自衛」。這些襲擊發生在北約華盛頓峰會之前，烏克蘭將參加該峰會，总统澤連斯基表示乌克兰的防务问题可能将是此次峰会的重要议题。
烏克蘭總檢察長安德烈·科斯廷報告稱，已將所有關於襲擊的信息發送至國際刑事法院。
乌克兰国防部长乌梅罗夫呼吁西方盟友增加对乌克兰的空中支援。他说：“我们的防御能力仍然不足……我们需要更多的防空系统。”

#### 民间
部分公司组织了募捐活动，据路透社报道称：乌克兰各大公司的捐款总额已经达到三亿格里夫纳（约合730万美元）。
在7月8日溫布頓錦標賽對陣王欣瑜的比賽中，網球選手伊莉娜·斯維托莉娜在她的運動裝上佩戴黑色絲帶，以紀念襲擊的受害者。

### 俄羅斯
7月8日，俄羅斯國防部表示，「為回應基輔政權試圖破壞俄羅斯能源和經濟設施的行動」，俄軍對烏克蘭的國防工業目標和航空基地進行打擊。俄罗斯拒绝为袭击基辅儿童医院承担责任，辩称俄军从不袭击乌克兰的民用设施；並補充說，對民用基礎設施的破壞是由於烏克蘭從城市內發射防空系統攔截下擊落導彈所致。該部門聲稱已達成其目的並擊中所有指定目標。
俄罗斯常驻联合国代表瓦西里·涅边贾也做了相关回应。他说，安理会被拖入了乌克兰及其支持者“肮脏的宣传行动”之中。

### 聯合國
联合国大会于7月11日要求俄罗斯立即停止对乌克兰的侵略，并无条件从乌克兰领土撤出所有军事力量。
聯合國駐烏克蘭援助協調員丹尼絲·布朗譴責這次襲擊并在一份声明中表示：“本周，乌克兰又迎来了俄罗斯武装部队的又一波致命袭击...在这场战争中，儿童丧生和受伤是不合情理。”，並呼籲保護平民。
联合国人道主义事务协调厅代理负责人乔伊斯·姆苏亚(Joyce Msuya （页面存档备份，存于）)强调说，按照国际人道主义法律，医院是受保护的。故意直接攻击一座受保护的医院是战争罪，必须追究犯罪者的责任。
聯合國兒童基金會代表穆尼爾·馬梅扎德表示，俄羅斯的入侵「繼續對兒童造成嚴重影響」。
應法國、英國、斯洛文尼亞、厄瓜多爾和美國的要求，聯合國安理會計劃於7月9日召開臨時會議，以應對針對平民的襲擊。

### 欧盟
欧盟外交政策高级代表何塞普·博雷利谴责俄罗斯对乌克兰城市的导弹袭击，并重申紧急呼吁为基辅提供更多防空系统。

### 其他國家及国际组织
法國外交部稱這些襲擊為「野蠻行為」，特別提到對兒童醫院的蓄意襲擊「增加俄羅斯在戰爭期間犯下的戰爭罪行清單」。
意大利外交部部長安東尼奧·塔亞尼于X上譴責該襲擊，並重申意大利政府捍衛烏克蘭主權的承諾。
波蘭總理唐納德·圖斯克表示，波蘭可以在北約的同意和合作下擊落飛向北約領土的俄羅斯導彈。
德國聯邦衛生部部長卡爾·勞特巴赫宣佈，德國準備為在奧赫馬迪特兒童醫院導彈襲擊中受影響的烏克蘭兒童提供醫療援助。
美國總統祖·拜登稱這些襲擊讓人意識到了俄羅斯的殘暴，並呼籲國際社會與烏克蘭站在一起，不要忽視俄羅斯的侵略行為。他還表示，美國政府和北約將宣佈更多計劃，為烏克蘭提供援助和支持，包括增強其防空能力。美国常驻联合国代表琳达·托马斯-格林菲尔德说：“昨天的袭击充分表明：普京对和平不感兴趣。他从事侵略战争，一心要制造死亡和破坏。”
中国共产党总书记习近平在会见匈牙利总理歐爾班·維克托时呼吁国际社会帮助莫斯科和基辅恢复直接对话。中国外交部发言人林剑于7月9日的例行记者会上接受乌通社记者相关提问时稱，中方認為有关各方应降温局势，其引用「六点共识」，呼籲各方都应冷静克制，避免采取可能使局势进一步升级的行动。
印度总理纳伦德拉·莫迪在会见普京的同时当面向其提出异议，称无辜儿童被打死令人心痛和恐怖。乌克兰总理曾在其会见之前称“看到世界上最大的民主国家领导人在今天这样一个日子在莫斯科拥抱世界上最血腥的罪犯，是一个巨大的失望和对和平努力毁灭性的打击。”俄罗斯总统普京稱，「我感谢你对最紧迫问题而投入的关注力，包括努力设法解决乌克兰危机，最重要的当然是通过和平的方式。」
國際特赦組織譴責這次襲擊，並將責任歸咎於俄羅斯，稱其試圖將襲擊責任推給烏克蘭是「冷血無恥」。

## 另見
- 馬里烏波爾醫院空襲
- 俄羅斯入侵烏克蘭期間對醫院的襲擊
- 敘利亞內戰期間對醫院的襲擊

## 外部鏈結
- 维基共享资源上的相關多媒體資源：2024年7月8日導彈襲擊烏克蘭
- 聯合國兒童基金會執行長凱瑟琳·拉塞爾關於烏克蘭致命襲擊事件的聲明 （页面存档备份，存于） 聯合國兒童基金會 2024年7月8日